# Konstantin Przebendowski
Graf Konstantin Przebendowski, polnisch: Konstanty Przebendowski, (* 26. Dezember 1776 in Danzig; † 1. Oktober 1831 in Warschau) war ein polnischer Brigadegeneral.

## Familie
Konstantin war Angehöriger der ursprünglich pommerellischen Adelsgeschlecht Przebendowski. Seine Eltern waren der polnische Major und Veteran des Kościuszko-Aufstandes, sowie Erbherr auf Cissau, Hochredlau, Kielau, Kolkau und Rieben August Przebendowski (1748–1808) und dessen erste Gattin Wilhelmine Rumpf.
Er vermählte sich 1809 in Warschau mit Zuzanna Tekla Zielińska W. Swinka (1778–1842), Besitzerin von Duczymin, Gasocin und Rycice in der ehemaligen Woiwodschaft Płock. Aus der Ehe gingen keine Kinder hervor.

## Werdegang
Przebendowski nahm an der Konföderation von Targowica teil und war 1793 als Fähnrich bei der Kronarmee. Bereits zum Leutnant avanciert nahm er am Kościuszko-Aufstand teil. Hiernach nahm er 1798 mit der polnischen Legion unter General Dąbrowski am Italienfeldzug teil und wurde 1799 bei Novi verwundet. Mit der Legion hielt er sich von 1801 bis 1803 auf Santo Domingo in der Karibik auf, geriet aber 1804 in englische Gefangenschaft auf Jamaika.
Spätestens im Jahre 1807 diente er in der Armee des Herzogtum Warschau als Major und erhielt 1808 das Tapferkeitskreuz Virtuti Militari. In den Jahren 1809 und 1812 hat er den Verdienstorden der französischen Ehrenlegion erhalten. Am Russlandfeldzug nahm er als Befehlshaber eines polnischen Kavallerieregiments teil. In der Schlacht bei Borodino führte Przebendowski das 1. Eskadron der 19. Leichten Kavallerie-Brigade unter General Tyszkiewicz. Er nahm ebenfalls an der Schlacht an der Beresina teil und geriet am 5. Dezember 1812 in russische Gefangenschaft.
Przebendowski avancierte 1815 zum Oberst und wurde noch im gleichen Jahr zum Brigadegeneral in der Armee Kongresspolens befördert. Er war Ritter des Sankt-Anna-Ordens und des St. Stanislaw Ordens II. Klasse.